# Place des femmes dans les universités de Montpellier
L'Université de Montpellier intègre les femmes dans le cursus universitaire en 1868. Depuis la place des femmes dans les  universités de Montpellier n'a cessé de croitre, notamment en médecine et en pharmacie,,. 

## Histoire
La faculté de médecine de Paris accueille en 1866 pour la première fois des femmes dans un cursus universitaires diplômant. De nombreuses personnalités politiques dont l'impératrice Eugenie poussent le ministère de l’Instruction publique de l'époque à ouvrir les formations universitaires de docteur en médecine aux étudiantes. L'américaine Mary Putnam, inscrite en 1866, puis l'anglaise Elisabeth Garrett en 1868, et la française Madeleine Brès font partie de ces premières femmes.

## Faculté de médecine
Agnès McLaren, anglaise, est la première femme diplômée de la faculté de médecine de Montpellier en 1878. Parce que son inscription en faculté de médecine a été refusée en Grande-Bretagne, elle vient s'installer en France et choisit Montpellier.

### Personnalités historiques
- Pauline Lautaud (1864-1897). Troisième femme diplômée de la faculté de Médecine de Montpellier[6] et héraultaise.
- Jeanne Atger (née le 21 juillet 1906), médecin et résistante.
- Agnès McLaren, première femme diplômée
- Glafira Ziegelmann. 1871-1935, études à la Faculté de médecine de Montpellier, chef de clinique en 1903 (service d'accouchement et de gynécologie). En 1907, sa demande de concourir à l'agrégation de médecine lui est refusée. Elle est finalement admissible en 1910.

## Faculté de pharmacie

### Personnalités historiques
- Androline Domergue. Première femme inscrite à la faculté de pharmacie de Montpellier, rattachée alors à la faculté de médecine du XIXe siècle.

## Faculté de Lettres
En 1898 Madame Tercy est l'une des huit personnes étudiantes à la faculté des lettres à obtenir une licence ès lettres.

### Personnalités historiques
- Violaine Prince

## Faculté des Sciences

### Personnalités historiques
- Odette Tuzet (1903-1976). Première femme maître de conférences de zoologie et de biologie générale.
- Germaine Cauquil (1897-1983). Lauréate du prix Tempié, première femme titulaire d'une chaire à la faculté des sciences de Montpellier (chaire de chimie, 1948).
- Natalie Schakoff, licenciée es-sciences physiques. C'est la première femme diplômée de la faculté des sciences.
- Frédérique Viard
- Aline Raynal-Roques
- Suzette Puech
- Isabelle Olivieri
- Odile Eisenstein
- Oum Kalthoum Ben Hassine
- Claude Grison
- Véronique Bellon-Maurel

## Faculté de Droit et d'Économie

### Personnalités historiques
- Claude Chauvet (1923-1981). Étudiante en droit, résistante, déportée à Ravensbruck, fille du professeur Jacques-Edouard Chauvet, secrétaire honoraire des facultés de Lettres et de Sciences.

- Marielle Montginoul
- Dorothy Wanja Nyingi